# Shushanik Kurghinian
Shushanik Kurghinian (en arménien : Շուշանիկ Կուրղինյան), née Shushanik Popoljian le 18 août 1876 à Gyumri et morte le 24 novembre 1927 à Erevan, est une poétesse arménienne particulièrement investie dans l'écriture poétique socialiste et féministe. Elle est connue pour avoir donné la parole aux sans-voix et considérait son rôle de poète comme profondément politique.
Elle est inhumée au Panthéon Komitas à Erevan.

## Biographie
Son premier poème est publié en 1899 à Taraz. En 1900, sa première nouvelle est publiée dans la revue Aghbyur. Après avoir fondé le premier groupe politique des femmes Hunchakian à Alexandrapol, Kurghinian fuit à Rostov-sur-le-Don afin d'échapper à la traque du régime tsariste. Son premier volume de poésie, Sonnerie de l'Aube a été publié en 1907, et un de ses poèmes de ce volume, L'Amour de l'Aigle a été traduit et inclut dans la deuxième anthologie d'Alice Stone Blackwell.
Après la révolution russe, en 1921, elle retourne en Arménie soviétique où elle vit jusqu'à sa mort. 